# Меледа

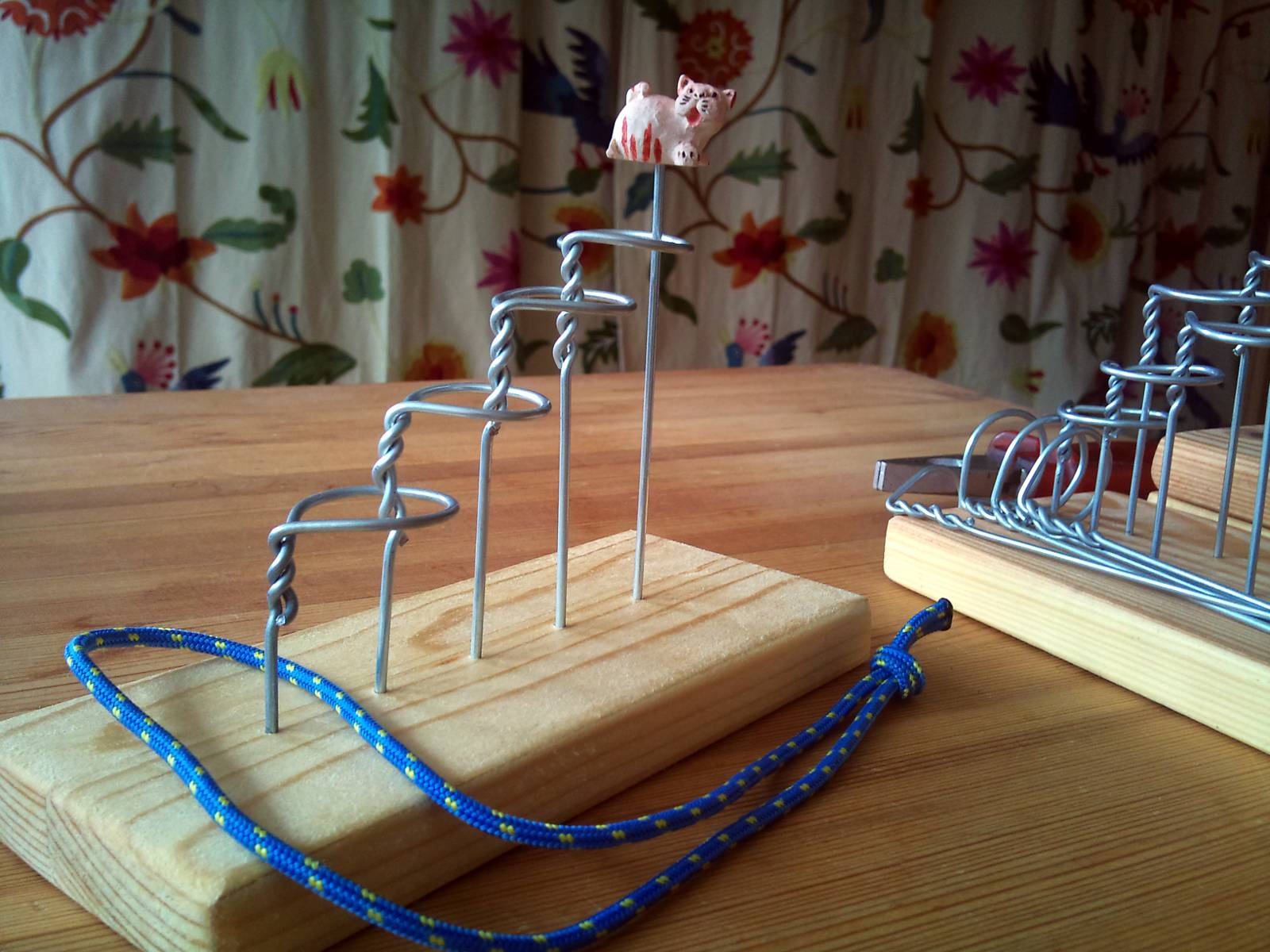

Меледа́ (фр. baguenaudier, нем. das magische Ringspiel) — старинная игрушка-головоломка, происходящая предположительно из Китая, состоящая из замкнутой проволочной «вилки», имеющей вид длинной шпильки для волос и воткнутой обоими свободными концами в рукоятку, и девяти колец, связанных между собой довольно сложным образом. 
Задача состоит в том, чтобы снять всю систему колец с вилки или надеть её обратно. Меледу в 9 колец можно спустить за пять минут, для 15 колец требуется уже 7½ часов и так далее, в сильно возрастающей прогрессии.